# استیو ژرمن
استیو ژرمن (انگلیسی: Steve Germain؛ زادهٔ ۲۲ ژوئن ۱۹۸۱) بازیکن فوتبال اهل فرانسه است.
از باشگاه‌هایی که در آن بازی کرده‌است می‌توان به باشگاه فوتبال کن و باشگاه فوتبال کولچستر یونایتد اشاره کرد.